# Камп Хил (Алабама)
Камп Хил (енгл. Camp Hill) град је у америчкој савезној држави Алабама. По попису становништва из 2010. у њему је живело 1.014 становника.

## Демографија
Према попису становништва из 2010. у граду је живело 1.014 становника, што је 259 (20,3%) становника мање него 2000. године.
| Група             | 2000.         | 2010.       |
| Белци             | 180 (14,1%)   | 103 (10,2%) |
| Афроамериканци    | 1.081 (84,9%) | 896 (88,4%) |
| Азијати           | 0 (0,0%)      | 1 (0,1%)    |
| Хиспаноамериканци | 13 (1,0%)     | 7 (0,7%)    |
| Укупно            | 1.273         | 1.014       |